# Parijse Psalter van Lodewijk de Heilige
Het Parijse Psalter van Lodewijk de Heilige is een verlucht handschrift dat gemaakt werd in Parijs tussen 1270 en 1274. Het is een psalter voor gebruik van de Sainte-Chapelle in Parijs.
Het werd naar alle waarschijnlijkheid gemaakt in opdracht van de Franse koninklijke familie. Men baseert zich hiervoor op het gebruik, de zeer luxueuze decoratie en de wapens die her en der in de lijnvullers worden gebruikt.
Het psalter wordt nu bewaard in de Bibliothèque nationale de France als Latin 10525.

## Beschrijving

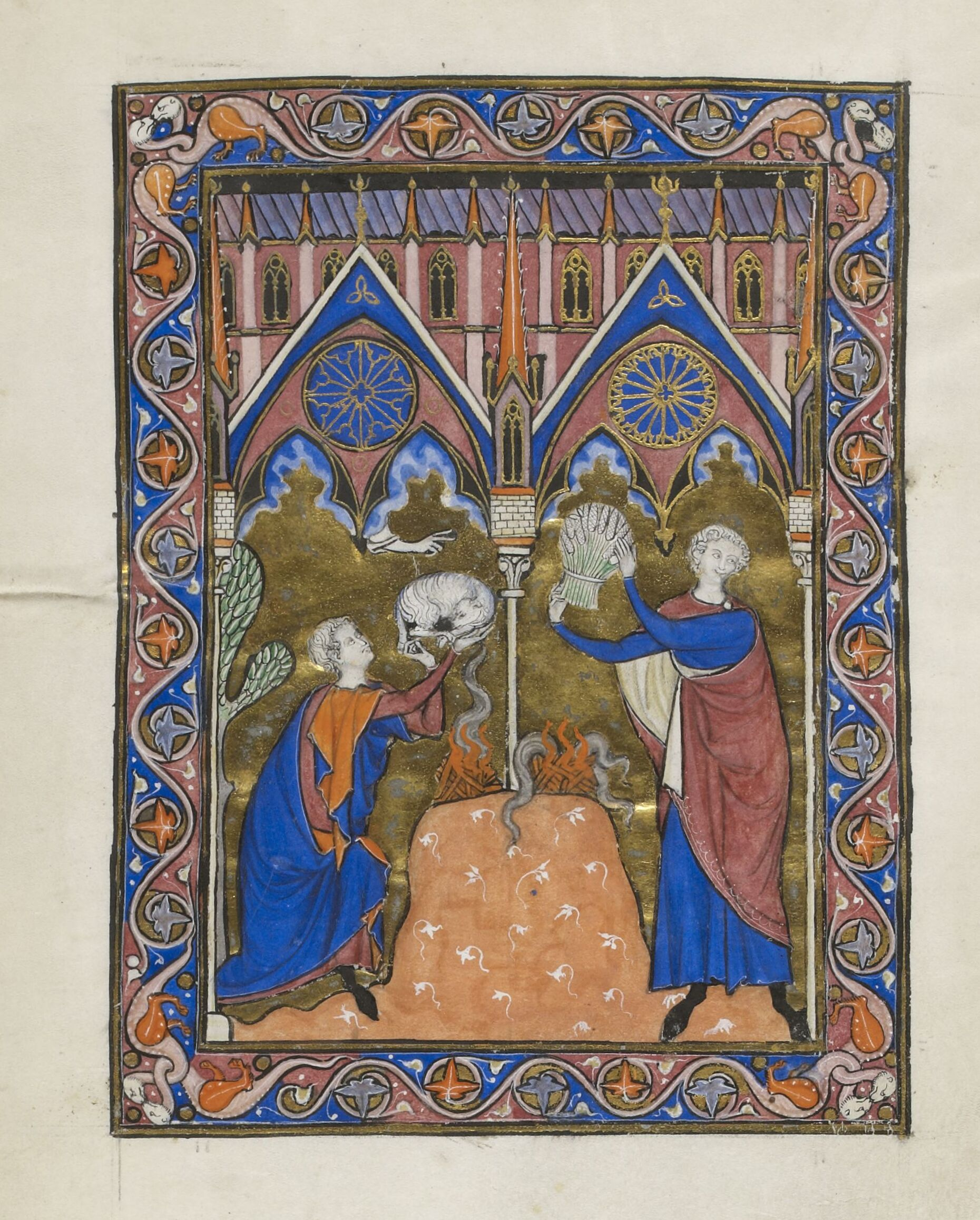
Psalter van Lodewijk de Heilige, f1v, Het offer van Kaïn en Abel, Parijs, BnF, Lat. 10525.

Het handschrift is samengesteld uit 260 perkamenten folia met vooraan vier en achteraan drie perkamenten schutbladen. De folia meten 205 bij 150 mm en het tekstblok 125 bij 108 mm. De tekst werd geschreven in een kolom met 18 lijnen per blad. De aflijning voor de tekstlijnen werd uitgevoerd met een loodstift.
De tekst van de kalender is geschreven in goud en blauw, de andere teksten in ijzergallusinkt en de rubrieken in het vermiljoenrood, ze zijn geschreven in een gotische littera textualis.
Het manuscript bestaat uit 29 katernen die vrij onregelmatig zijn samengesteld. Het is naar alle waarschijnlijkheid onvolledig: er zouden zowel vooraan als achteraan katernen verwijderd zijn.
Dit psalter wordt dikwijls beschreven als het zusterhandschrift van het Psalter-getijdenboek van Isabella van Frankrijk. De lay-out van de kalender is identiek en hij bevat dezelfde overlijdensdata van de broer, de ouders en de grootvader van Louis. De opbouw van de gehistorieerde initialen in het psalmboek is zeer gelijkaardig. De reeks volbladminiaturen die het psalter voorafgaan zijn gedeeltelijk (f1v-f24r en f29-42r) op dezelfde manier omkaderd, maar de gotische structuur bovenaan elke miniatuur is beduidend groter in dit handschrift. De andere volbladminiaturen hebben een kader dat analoog is aan dat rondom de gehistorieerde initialen in het psalmboek van het Psalter-getijdenboek van Isabella (f43v-f54r) of een variant daarvan (f25v-f28r en f55v-f78r) waarbij de balken in een kleur zijn uitgevoerd. Een van de kunstenaars die bijdroeg aan het manuscript van Isabella heeft meegewerkt aan de verluchting van het psalter van Lodewijk.

## Herkomst
Volgens een notatie op folium A.v zou het psalter van de heilige Lodewijk zijn, maar modern onderzoek gaat uit van een ontstaansdatum na 1270. Volgens Patricia Stirnemann werd het psalter gemaakt voor het huwelijk van Filips III met Maria van Brabant op 21 augustus 1274. Het handschrift bleef in het bezit van de koninklijke familie tot tijdens het bewind van Karel V. Het werd toen bewaard in het kasteel van Vincennes, in de kamer van de koning, met zijn meest precieuze manuscripten. Het werd vermeld in de inventaris van 1380 en in die van 1391. Daarna kwam het psalter terecht in de verzameling van Marie de France, religieuze in de priorij Saint-Louis, een klooster van dominicanessen, in Poissy, vanaf 1397. Het handschrift wordt niet meer vermeld in de inventarissen van Vincennes van 1400, 1413 en 1418.
In de 18e eeuw raken we het spoor bijster. Het psalter zou tegen het einde van de 18e eeuw verdwenen zijn, bij de opheffing van het klooster van Poissy. Het zou opgekocht geweest zijn door een Franse boekandelaar, Chardin, die het op zijn beurt verkocht aan Russische graaf Alexis Golovkin. Het manuscript werd alleszins vermeld in een inventaris van zijn bibliotheek opgesteld in 1798. Golovkin deed het waarschijnlijk van de hand voor 1811, want het werd niet meer vermeld in de toenmalige inventaris van zijn bibliotheek in Moskou. Het zou dan terecht gekomen zijn (volgens een inventaris van 1816), bij prins Mikhail Petrovitch Golizyn, stalmeester van tsaar Alexander I van Rusland. Door tussenkomst van de graaf van Noailles, de ambassadeur van Frankrijk in Sint-Petersburg, teruggeschonken aan de koning van Frankrijk, Lodewijk XVIII die het aan de nationale bibliotheek schonk. Getuige hiervan is de brief van het Ministerie van Binnenlandse Zaken aan de conservator van de handschriften van 29 augustus 1818, die tussen de schutbladen vooraan werd toegevoegd.

## Inhoud
Het handschrift is als volgt samengesteld:
- ff. 10-78v: Voorafgaande beeldenreeks van 78 volbladminiaturen met scènes uit het Oude Testament.
  - Genesis 28 afbeeldingen
  - Exodus 8 afbeeldingen
  - Numeri 3 afbeeldingen
  - Jozua 7 afbeeldingen
  - Rechters 20 afbeeldingen
  - 1 Samuel 12 afbeeldingen
- ff. 79r-84v: Kalender voor gebruik van Parijs en de Sainte-Chapelle
- ff. 85v-245v: Psalter. Het psalter is verdeeld in acht secties die beginnen bij de psalmen 1, 26, 38, 52, 68, 80, 97 en 109 en ingeleid worden met grote versierde initialen op ff. 85v, 110v, 126v, 141v, 156v, 175r, 192r en 210r
- ff. 245v-258v: Kantieken
- ff. 258v-260v: Geloofsbelijdenis van Athanasius

### Beeldenreeks van het oude testament
De volbladminiaturen zijn geschilderd op tegenover elkaar liggende bladzijden (f1v-2r, f3v-4r, f5v-6r...) zodat men ze paarsgewijze kan bekijken. De rectozijde van de miniatuur werd blanco gelaten om de storende doorschemering van tekst of miniatuur te vermijden, maar er werd wel een korte notering in het Frans toegevoegd die uitlegt wat de miniatuur voorstelt. Dit blanco laten van zoveel bladzijden kostbaar perkament is eveneens een aanduiding dat de opdrachtgever over zeer veel middelen beschikte.
De beeldenreeks bevat de volgende elementen:
- f. 1v: Het offer van Kaïn en Abel (Genesis, 4, 3-5).
- f. 2r: Kaïn vermoordt Abel (Genesis, 4, 8, 9-12).
- f. 3v: Noach in de ark (Genesis, 8, 6-11).
- f. 4r: De dronkenschap van Noach (Genesis, 9, 20-23).
- f. 5v: Overwinning van Abraham op vier koningen (Genesis, 14, 14-15).
- f. 6r: Abraham ontmoet Melchisedek (Genesis, 14, 18-20).
- f. 7v: De gastvrijheid van Abraham (Genesis, 18, 6-10).
- f. 8r: De engelen bezoeken Lot (Genesis, 19, 1-3, 4-11.
- f. 9v: De vernietiging van Sodoma (Genesis, 19, 24-25, 17, 26).
- f. 10r: Het offer van Abraham (Genesis, 22, 9-13).
- f. 11v: Eliëzer en Rebekka (Genesis, 24, 1-9, 11-20).
- f. 12r: Rebekka ontmoet Isaak (Genesis, 24, 61, 64-65).
- f. 13v: De droom van Jakob; Jakob zegent de steen (Genesis, 28, 12-13,18-22).
- f. 14r: Jakob in Mahanim; Jakob worstelt met een engel (Genesis, 32, 2, 25-30).
- f. 15v: De droom van Jozef; Jakob verwijt Josef zijn arrogantie; Jozef wordt door Jakob naar Sichem gestuurd. (Genesis, 37, 7, 10, 13-14).
- f. 16r: Het complot van de broers van Jozef; Jozef wordt in een waterput gegooid (Genesis, 37, 18-20, 21-24).
- f. 17v: Jozef wordt als slaaf aan Ismaëlitische kooplui verkocht (Genesis, 37, 25-30).
- f. 18r: Jozefs mantel wordt bij Jakob gebracht; Jozef wordt verkocht aan Potifar (Genesis, 37, 32-3).
- f. 19v: Jozef en de vrouw van Potifar; Jozef wordt gevangen gezet (Genesis, 39, 11-12, 16-20).
- f. 20r: De dromen van de wijnschenker en de bakker; Jozef verklaart de dromen (Genesis, 40, 9-19).
- f. 21v: De Farao met de wijnschenker en de bakker; de droom van de Farao (Genesis, 40, 20-22, 41, 1-3).
- f. 22r: De wijnschenker vertelt de farao over Jozef; Jozef wordt tot intendant benoemd na de verklaring van de droom van de Farao (Genesis, 41, 8-13, 37-42).
- f. 23v: Jozef laat de graanschuren van de farao vullen (Genesis, 41, 46-48).
- f. 24r: De broers van Jozef worden beschuldigd van diefstal; Jozef en Benjamin (Genesis, 44, 11-12, 14-34).
- f. 25v: Jozef wordt herkend door zijn broers (Genesis, 45, 1-4).
- f. 26r: Jozef stelt zijn familie voor aan de farao (Genesis, 47, 1-7).
- f. 27v: Jakob zegent Efraïm en Manasse (Genesis, 48, 13-16).
- f. 28r: Begrafenis van Jakob (Genesis, 50, 13-15).
- f. 29v: Mozes wordt uit het water gered; Mozes en de brandende braamstruik (Exodus, 2, 5-9 ; 3, 1-6).
- f. 30r: Mozes voor de farao (Exodus, 5, 1-21).
- f. 31v: De negen plagen van Egypte (Exodus, 7-10).
- f. 32r: Instelling van het paasfeest (Exodus, 12, 1-6, 8-11, 13-22).
- f. 33v: Tiende plaag van Egypte ; de exodus (Exodus, 12, 29-34).
- f. 34r: De overwinning op de Amalekieten (Exodus, 17, 11-12, 13).
- f. 35v: Mozes op de Sinaï ; het gouden kalf (Exodus, 31, 18, 32, 19-24).
- f. 36r: Mozes voor het tabernakel (Exodus, 36-40).
- f. 37v: Mozes laat water ontspringen uit een rots; Mozes en de koperen slang (Numeri, 20, 9-11 ; 21, 6-9).
- f. 38r: Bileam en Balak (Numeri, 23, 3-5 et 15-16, 24, 1-9).
- f. 39v: Bileam en de ezel (Numeri, 22, 21-31).
- f. 40r: Jozua wordt aangesteld tot leider van de Israëlieten door God: Jozua stelt zijn leger samen (Jozua, I, 1-2, 11-18).
- f. 41v: De belegering van Jericho ; Levieten dragen de Ark van het Verbond (Jozua, 6, 6-11).
- f. 42r: De trompetten van Jericho (Jozua, 6, 13-21).
- f. 43v: De nederlaag bij Ai (Jozua, 7, 4-5).
- f. 44r: Jozua en Achan ; De steniging van Achan (Jozua, 7, 19-23, 25).
- f. 45v: De slag bij Ai (Jozua, 8, 14-19).
- f. 46r: Jozua stopt de zon; de inname van AI (Jozua, 10, 12-13, 20).
- f. 47v: De profetes Debora (Rechters, 4, 14-15).
- f. 48r: Jaël en Sisera: Jaël ontvangt Sisera, Jaël bedient Sisera, de dood van Sisera (Rechters, 4, 17-21).
- f. 49v: Gideon wordt door de Heer geroepen; het offer van Gideon (Rechters, 6, 11-18, 19-21).
- f. 50r: Gideon vernielt het altaar van Baäl ; het offer van (Rechters, 6, 25-27).
- f. 51v: Gideon en de schapenvacht; Gideon bij de bron van Harod (Rechters, 6, 36-38 ; 7, 1-6).
- f. 52r: Gideon verrast de Midianieten in hun kamp (Rechters, 7, 19-22).
- f. 53v: Jefta’s belofte (Rechters, 11, 30-35).
- f. 54r: De offering van de dochter van Jefta (Rechters, 11, 38-39).
- f. 55v: Manoa en de engel (Rechters, 13, 2-5, 19-21).
- f. 56r: Simson en de leeuw (Rechters, 14, 5-6, 8).
- f. 57v: Het raadsel van Simson (Rechters, 14, 12-17).
- f. 58r: Simson verbrandt de gewassen op de velden van de Filistijnen (Rechters, 15, 4-5).
- f. 59v: Afspraken tussen de Hebreeuwen en de Filistijnen om Simson gevangen te zetten; Simson wordt vastgebonden door de Hebreeuwen (Rechters, 15, 9-10, 12-13).
- f. 60rr: Simson wordt uitgeleverd aan de Filistijnen; Simson ontsnapt aan de Filistijnen (Rechters, 15, 14-19).
- f. 61v: Simsons haar wordt afgeschoren door Delila; Simson wordt de ogen uitgestoken door de Filistijnen (Rechters, 16, 11-21).
- f. 62r: Simson aan de molen; Simson vernietigt de tempel van Dagon (Rechters, 16, 21-22, 25-30).
- f. 63v: De leviet van Efraïm (Rechters, 19, 22-29).
- f. 64r: Het verraad van de stam van Benjamin: biddende Hebreeuwen, de slag bij Gibea (Rechters, 20, 23, 38-47).
- f. 65v: Vrede met de Benjaminieten (Rechters, 21, 2-3, 13).
- f. 66r: De Benjaminieten en de meisjes van Silo (Rechters, 21, 19-23).
- f. 67v: Hanna biddend; de toewijding van Samuel aan de Heer (1 Samuel, 1, 9-13, 24-28).
- f. 68r: De Heer roept Samuel; Samuel ondervraagt Eli (1 Samuel, 3, 3-4, 5-9).
- f. 69v: De Filistijnen bemachtigen de Ark van het Verbond; de dood van Eli (1 Samuel, 4, 12-18).
- f. 70r: De Ark bij de Filistijnen; vernietiging van het Beeld van Dagan (1 Samuel, 5,1-2, 4-5).
- f. 71v: Beraadslaging van de Filistijnen; de Ark wordt teruggegeven aan de Hebreeuwen (1 Samuel, 5, 6-9 ; 6,10-13).
- f. 72r: De Israëlieten vragen Samuel om een koning; zalving van Saul (1 Samuel, 8, 10-18 ; 9, 26-27).
- f.73v: Samuel en Saul ; Saul bij het graf van Rachel (1 Samuel, 10, 1-2 ).
- f. 74r: Tekenen van de missie van Saul (1 Samuel, 10, 3-4, 5-6).
- f. 75v: De wreedheid van koning Nahas van de Ammonieten (1 Samuel, 11, 1-2).
- f. 76r: De Hebreeuwen treuren; Saul hakt zijn ossen in stukken (1 Samuel, 11, 4-6, 7).
- f. 77v: De slag van Jabes (1 Samuel, 11, 11).
- f. 78r: Saul wordt uitgeroepen tot koning; Saul offert een lam (1 Samuel, 11, 12-15).

### Kalender
De kalender bestaat uit twaalf pagina's, één per maand. De tekst van de kalender werd geschreven in het blauw en met goudinkt, een zeer luxueuze uitvoering, maar er zijn geen miniaturen of bladversiering aangebracht, op de gouden ‘KL’ bovenaan na. In het kalender zijn de sterfdata opgenomen van Lodewijks grootvader Filips Augustus (14 juli 1223), zijn vader Lodewijk VIII de Leeuw (8 november 1226), zijn moeder Blanche van Castilië (27 november 1252) en zijn broer Robert van Artesië (8 februari 1250).
Bovenaan de bladzijde worden de naam van de maand, het aantal dagen en het aantal dagen in de lunaire maand gegeven. Er staat ook voor elke maand een kort vers uit een gedicht van Beda Venerabilis uit het begin van de 8e eeuw. Deze versjes laten toe de “slechte” dagen of dies aegyptiacae van de maand af te leiden. De eerst genoemde dag in het vers telt men vanaf het begin van de maand, de tweede vanaf het einde van de maand. Elke pagina heeft verder zes kolommen met de numerus aureus (1), de zondagsletter (2), het nummer (3) en type (4) van de dag uitgedrukt volgens het Romeinse systeem met kalenden, nonen en iden. De vijfde kolom bevat de heilige die op die dag herdacht wordt of het vaste feest dat die dag gevierd wordt.

### Psalter
Het psalter is verdeeld in acht secties die beginnen bij de psalmen 1, 26, 38, 52, 68, 80, 97 en 109 en ingeleid worden met grote versierde initialen op ff. 85v, 110v, 126v, 141v, 156v, 175r, 192r en 210r. De verhalen die afgebeeld worden in de gehistorieerde initialen zijn gebaseerd op de tekst van de psalm, met uitzondering van psalm 1.
- f. 85v: David et Batseba ; David in gebed (Ps. 1: Beatus vir / Zalig is de man).
- f. 110v: David in gebed ; religieuzen biddend voor opgehangen olielampen (Ps. 26: Dominus illuminatio mea / De heer is mijn verlichting).
- f. 126v: David in gebed ; geknielde monniken die hun ogen en hun mond tonen (Ps. 38: Dixit custodiam vias meas / Ik heb gezegd, ik zal mijn wegen bewaren, omdat ik niet zou misdoen met mijn tong).
- f. 141v: David in gebed ; twee vechtende mannen (Ps. 52: Dixit insipiens in cordo suo / De onwijze heeft gezegd in zijn hart).
- f. 156v: David in gebed ; David in het water (Ps. 68: Salve me fac / Maak me zalig God, want de wateren zijn gekomen tot aan mijn ziel).
- f. 175r: David in gebed ; muzikant (Ps. 80: Exultate Deo adjutari nostro / Looft God met vreugde).
- f. 192r: David in gebed ; zangers aan de lessenaar (Ps. 97: Cantate Domino canticum novum / Zingt de Heer een nieuw lied).
- f. 210r: David in gebed ; de Drievuldigheid (Ps. 109: Dixit dominus domino meo / De Heer heeft gezegd tot mijn Heer, zit aan mijn rechterhand).

### Kantieken
De psalmen worden gevolgd door een aantal kantieken die men ook in andere psalters terugvindt:
- ff. 245v-246r: Kantiek van Jesaja, Jesaja 12:1-6 Confitebor tibi domine qui iratus es …
- ff. 246r-247r: Kantiek van Hizkia (Ezechias), Jesaja 38:10-12: Ego dixi in dimidio …
- ff. 247r-247v: Kantiek van Hanna, 1 Samuel 2:1-10: Exultavit cor meum in domino et exaltatum
- ff. 248r-249r: Kantiek van Mozes, Exodus 15:1-13,17-20: Cantemus domino gloriose
- ff. 249v-251r: Kantiek van Habakuk, Habakuk 3:2-19 Domine audivi
- ff. 251r-254v383–389: Kantiek van Mozes, Deuteronomium 32:1-44: Audite celi quae loquor…
- ff. 254v-255v: Te Deum laudamus
- ff. 255v-257r: Kantiek van de drie Hebreeuwen in de oven, Daniel 3:57-88: Benedicite omnia opera
- ff. 257r-257v: Kantiek van Zacharias, Lucas 1:68-79: Benedictus dominus deus Israel
- ff. 257v-258r: Kantiek van de maagd Maria, Lucas 1:46-55: Magnificat
- ff. 258r-258v: Kantiek van Simeon, Lucas 2:29-32: Nunc dimittis
- ff. 258v-260v: Geloofsbelijdenis van Athanasius: Quicumque vult

Het Onzevader de Apostolische geloofsbelijdenishet Gloria in excelsis Deo en de Geloofsbelijdenis van Nicea die in de meeste andere psalters volgen op de Kantiek van Simeon ontbreken hier evenals de litanie en de slotgebeden (collecta’s) na de Geloofsbelijdenis van Athanasius.

## Verluchting
Er zijn meerdere miniaturisten te herkennen die verantwoordelijk waren voor de miniaturen en gehistorieerde initialen in het handschrift. Voor de voorafgaande beeldenreeks zouden dit er al minimum vier of vijf zijn, afhankelijk van de kunsthistoricus die de beschrijving maakt. Ze werden de meester van Noah, de meester van Abraham, de meester van Rebecca, de meester van Psalter-getijdenboek van Isabelle en de meester van Saulus genoemd.
Het Parijse Psalter van Lodewijk de Heilige heeft met zijn nieuwe gotische stijl alle verwijzingen naar de romaanse stijl achter zich gelaten. In dit psalter ziet men elegante slanke figuren die gracieus bewegen. De artiesten gebruikten diep blauw en rose als favoriete kleuren. Voor dit psalter wordt frequent verwezen naar de gelijkenis met de glasramen van de Sainte-Chapelle.
Het handschrift is een voorloper van de internationale gotiek. Bijvoorbeeld op folio 9 verso zien we Lot die met zijn vrouw en dochters vlucht uit Sodoma. We zien hier al duidelijk de lange, slanke, geïdealiseerde figuren die zo typisch zijn voor de internationale gotiek. Het psalter-getijdenboek is een van de eerste Parijse manuscripten waarin een breder en meer genuanceerd palet werd gebruikt samen met de vernieuwende driedimensionale voorstelling van de plooien in de kleding die gemodelleerd worden via schaduwen en oplichten van het kleurvlak.